# Terre de Harald V
La Terre de Harald V est un territoire administratif norvégien situé sur l'île de Nordaustlandet au Svalbard. Elle couvre la partie orientale de l'île et du glacier Austfonna.
La Terre d'Harald V couvre une zone d'environ 6 500 km2. Elle est essentiellement couverte par le glacier Austfonna mais comprend aussi la majeure partie du glacier qui couvre également une partie de la Terre de Gustav Adolf. 
La Terre d'Harald V, a des frontières terrestres avec la Terre d'Orvin au nord, la Terre du Prince Oscar  et la Terre de Gustav Adolf à l'ouest.